# Belaja (affluente del Kuban')
La Belaja è un fiume della Russia europea meridionale (Adighezia e Territorio di Krasnodar), affluente di sinistra del Kuban'.
Ha origine sulla cresta principale del Gran Caucaso, dalle vette del Fišt e dell'Ošten; scorre con direzione dapprima settentrionale e successivamente, una volta entrato nella zona pianeggiante del suo corso, nordoccidentale, confluendo da sinistra nel bacino di Krasnodar, alcune decine di chilometri a valle di Ust'-Labinsk.
Il fiume bagna, fra le altre, le città di Majkop e Belorečensk. Principali affluenti: Pšecha e Kurdžips (da sinistra), Kiša (da destra).